# Nidji
Nidji es una banda musical de Indonesia, formada en 2002, si bien su nombre artístico proviene del japonés niji, arcoíris. Su estilo musical es de género pop alternativo, musicalmente su estilo está influenciado por otras bandas como Coldplay y The Killers.  En 2006 retornaron nuevamente a la música con un álbum titulado , "Breakhtru'" , con el sencillo titulado "Top Up", lanzado en 2007 en su versión en inglés.

## Discografía
| Álbum      | Año  |
| ---------- | ---- |
| Breakthru  | 2006 |
| Top Up     | 2007 |
| Let's Play | 2009 |

SINGLES'
BREAKTHRU (2006):
- Child
- Sudah
- Hapus Aku
- Bila Aku Jatuh Cinta
- Kau & Aku
- Disco Lazy Time

BREAKTHRU (english version)(2007):
- Angel

Top Up (2007):
- Biarlah
- Jangan Lupakan
- Arti Sahabat
- Akhir Cinta Abadi
- Shadows (ost.heroes season3 south east asia)

OST.LASKAR PELANGI (2008):
- Laskar Pelangi

- Let's Play (2009):

- Sang Mantan

## Premios
| Premio              | Categoría             | Año  |
| ------------------- | --------------------- | ---- |
| MTV Indonesia Award | Best New Artist       | 2006 |
| MTV Indonesia Award | Best Group Band / Duo | 2006 |

- Datos: Q431451